# Кокушкин, Олег Иоильевич
Олег Иоильевич Кокушкин (1910—1943) — Гвардии подполковник Рабоче-крестьянской Красной Армии, участник Великой Отечественной войны, Герой Советского Союза (1943).

## Биография
Олег Кокушкин родился 8 мая 1910 года в городе Плёс Костромской губернии (ныне — Приволжский район Ивановской области). В 1912 году переехал в деревню Захарово (ныне — Красносельский район Костромской области). После 1917 года жил в г. Буй Костромской обл., где отец работал на станции. Здесь в 1929 году окончил 7 классов школы. В том же 1929 году по комсомольской путевке уехал на строительство Сталинградского тракторного завода, был бригадиром монтажников. Член ВКП(б) с 1931 года. В Красной Армии с 1932 года. Окончил школу младших авиационных специалистов в Ташкенте и был направлен в военное училище. В 1934 году окончил Вольское военное авиационно-техническое училище и был оставлен в нём секретарем парторганизации, затем инструктором политотдела. В октябре 1940 года окончил курсы политсостава в Смоленске.
С первых дней Великой Отечественной войны — на её фронтах. Участвовал в боях под Киевом в 1941 году, был ранен. После излечения Кокушкин участвовал в битве за Москву, вновь был ранен. В 1942 году участвовал в боях под Харьковом, Сталинградской битве. Окончил курсы «Выстрел». Участвовал в Курской битве, освобождении Украинской ССР.
Старший политрук О. И. Кокушкин боевые действия начал в августе 1941 года в боях под Киевом в должности военного комиссара батальона 212-й воздушно-десантной бригады 3-го воздушно-десантного корпуса. В последующих боях заменил выбывшего из строя военного комиссара бригады, за что был выдвинут на должность заместителя начальника политотдела бригады.
Приказом войскам Юго-Западного фронта № 1/н от 05.11.1941 награждён орденом Красного Знамени. В наградном листе указывалось: "Комиссар батальона. Умело организовывает работу в батальоне, несколько раз был в атаках, проявляя мужество и отвагу и воодушевляя бойцов на разгром врага. За время контузии военкома бригады заменил его, добившись выполнения задачи по обороне деревни Карпиловка. Бригада отбила в этих боях две атаки противника, уничтожив несколько сот фашистов. Выдвинут на должность зам. начальника политотдела. Ранее за оборону г. Киева представлен к Правительственной награде к ордену «Красного Знамени».
А уже 13 декабря 1941 года Приказом войскам Юго-Западного фронта № 9/н О. И. Кокушкин был награждён вторым орденом Красного Знамени. В наградном листе указывалось: «Отличился в боях под Киевом в районе д. Жуляны и хутора Теремки с 13 по 23 августа. Работая военкомом батальона умело организовывал партийно-политическую работу среди личного состава, в самые трудные минуты поддерживая высокий боевой дух бойцов и командиров. Проявляя высокое мужество и отвагу, неоднократно водил батальон в атаку, увлекая своим личным примером бойцов на разгром врага. После ранения командира батальона взял командование б-ном на себя и умело руководил боем в последующем время.»
Таким образом, фактически О. И. Кокушкин за августовские бои под Киевом был награждён дважды.
Позднее в составе Западного фронта защищал Москву. В 1942 году сражался под Харьковом в составе Юго-Западного фронта.
С сентября 1942 года военный комиссар 42-го гвардейского стрелкового полка 13-й гвардейской стрелковой дивизии старший батальонный комиссар О. И. Кокушкин принимает участие в ожесточенных боях в Сталинграде. 31 января 1943 года был представлен командованием дивизии к награждению орденом Красной Звезды. В наградном листе указывалось: «Тов. Кокушкин отличился в боях по защите г. Сталинграда в период с 15 сентября по 15 октября 1942 г. Работая Военкомом 42 Гв. СП все свои силы отдавал на воспитание личного состава в духе непреклонной готовности стоять насмерть. Все время находился с действующими подразделениями и лично руководил их боевыми действиями. Так, 17 сентября под командованием тов. Кокушкина 3 батальон полка отбил несколько контратак противника и первым в полку вышел на Коммунистическую улицу. 22 сентября, в тяжелый день боев с танками противника т. Кокушкин также находился в батальоне и умело руководил отражением танковых атак. Подразделения полка уничтожили тогда 12 танков. Полк воевал на одном из ответственных участков в центре города, вел сложную уличную борьбу и в этой борьбе добился хороших успехов: Весь личный состав проявлял массовый героизм и стойкость в борьбе, которая шла на участки глубиной до 200 мтр. Лично т. Кокушкин на щадя своих сил и жизни был всегда в подразделениях и своим мужеством воодушевлял бойцов и командиров.» Однако при утверждении наградного листа командующий 62-й Армии генерал-лейтенант В. И. Чуйков лично заменил награждение орденом на награждение медалью «За отвагу», которая и была вручена приказом по 62-й Армии № 117/н от 11.04.1943.
После введения в Красной Армии единоначалия и отмены института военных комиссаров в ноябре 1942 года майор О. И. Кокушкин был направлен на краткосрочные курсы «Выстрел», по окончании которых 3 июля 1943 года был назначен командиром 8-го гвардейского воздушно-десантного стрелкового полка 3-й гвардейской воздушно-десантной дивизии. Уже через несколько дней полк принял участие в ожесточенном сражении на Курской дуге. Приказом войскам 13А Центрального фронта № 108/н от 31.07.1943 гвардии подполковник О. И. Кокушкин был награждён орденом Отечественной войны II степени. В наградном листе указывалось: «…в период оборонительных боев на Орловско-Курском направлении, командуя … полком, успешно отразил атаки численно превосходящих сил противника, не отдав ни шагу нашей территории, измотал противника в оборонительных боях. При наступлении и преследовании полк… умелым маневром нанес крупные поражения противнику, прошел с боями 24 клм, овладев при этом населенными пунктами: БУЗУЛУК, МАСЛОВО, КРАСНАЯ ГОРКА, МАЛ.БОБРИКИ, КАМЕНКА.»
В ходе дальнейшего наступления войск Центрального фронта полк под командованием Кокушкина освобождал Курскую, Сумскую и Черниговскую области. К вечеру 7 сентября 1943 года 8 гв. вдп 3 гв. вдд (60-й армии Центрального фронта) вышел в район г. Бахмач — крупного узла железных дорог. В полосе наступления полка гитлеровцы предприняли несколько контратак и приостановили наступление стрелковых батальонов. Понимая, что атака в лоб неизбежно приведёт к большим потерям, пп-к Кокушкин предложил обойти вражескую группировку с севера и отрезать ей пути отступления на запад. По лесам и болотам полк двигался целую ночь и к утру вышел на тылы противника, перерезав железную дорогу Бахмач — Нежин. Командующий армией, узнав об успехах гвардейцев, приказал левофланговым частям выйти на соединение с десантниками и окружить противника южнее Бахмача. Боясь попасть в кольцо, 9 сентября немецкий гарнизон оставил Бахмач и отошёл на юг, где вместе с остатками четырёх дивизий был окружен советскими войсками и полностью уничтожен. Так смелая инициатива Кокушкина привела к крупному боевому успеху. Путь на Нежин был открыт. Полк Кокушкина стремительно шёл к городу. 14 сентября 1943 года в районе села Гайворон Бахмачского района Черниговской области во время авиационного налета одна из бомб попала в командный пункт полка. Под развалинами штабных блиндажей саперы обнаружили тела начальника штаба 3 гв. вдд гвардии подполковника А. Н. Арапова (также Герой Советского Союза), командира полка гв. пп-ка О. И. Кокушкина, нескольких офицеров, связистов, бойцов охраны КП.
17 октября 1943 О. И. Кокушкину посмертно было присвоено звание Героя Советского Союза. В наградном листе указывалось: «…Полк, руководимый тов. Кокушкиным, в боях во время июльского наступления немцев и в последующем при преследовании противника, с боями прошел от ст. Мало-Архангельск до р. Днепр, освободил десятки населенных пунктов, нанес противнику огромный урон, уничтожил свыше 6000 солдат и офицеров и военную технику, взял большие трофеи, сам понеся незначительные потери. За все время командования тов. Кокушкиным 8 Воздушно-десантный Гвардейский Стрелковый Полк считался лучшим в дивизии и корпусе. Тов. Кокушкин неоднократно личным примером водил полк в атаку на врага и несмотря на превосходящие силы противника, всегда одерживал победу…»
Похоронен в братской могиле в с. Гайворон. 21 апреля 1975 года Приказом Министра Обороны СССР навечно зачислен в списки 1-й роты 1-го батальона Вольского высшего военного училища тыла им. Ленинского комсомола. Учрежден переходящий приз его имени для лучшей комсомольской организации училища.
Награждён орденом Ленина (17.10.43), двумя орденами Красного Знамени (05.11.41, 13.12.41), орденом Отечественной войны 2-й степени (31.07.43), медалью «За отвагу» (11.04.43) и медалью «3а оборону Сталинграда».
Имя Героя выбито на мемориале Героев Советского Союза в г. Иваново. В г. Буй на Аллее славы установлен бюст. Две одинаковых мемориальных доски установлены на КПП № 1 и на здании казармы 1-го батальона Вольского высшего военного училища тыла (военный институт).